# ویولادابلیودابلیودابلیو

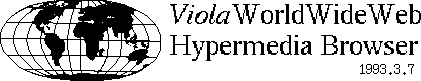

ویولادابلیودابلیودابلیو (انگلیسی:ViolaWWW) یکی از مرورگرهای وب محبوب اولیه بود که از روی هایپرکارت الگوبرداری شده بود و از سامانه پنجره ایکس(به انگلیسی: X Window System) استفاده می‌کرد.
سرانجام این مرورگر جای خود را در محبوبیت به مرورگرموزاییک داد.